# 稲毛忠治
稲毛 忠治（いなげ ちゅうじ、1951年7月26日 - ）は、日本の元キックボクサー。本名は松田正。高知県高知市出身。元日本ウェルター級、元東洋ウェルター級チャンピオン。
キックボクシング全盛時代毎週のようにテレビに登場した。
細身ながら、国際式で鍛えた左ストレートを武器に高いKO率を誇った。

## 略歴
1972年5月17日斎藤修治(目黒ジム)を破り、日本キックボクシング協会ウェルター級新人王獲得。 
1974年1月5日乗富悦司(目黒ジム)を破り、日本キックボクシング協会（第4代）日本ウェルター級王座獲得。 
1975年1月2日富山勝治(目黒ジム)を破り、日本キックボクシング協会（第5代）東洋ウェルター級王座獲得。